# Elophos signata
Elophos signata là một loài bướm đêm trong họ Geometridae.